# 大久保康雄

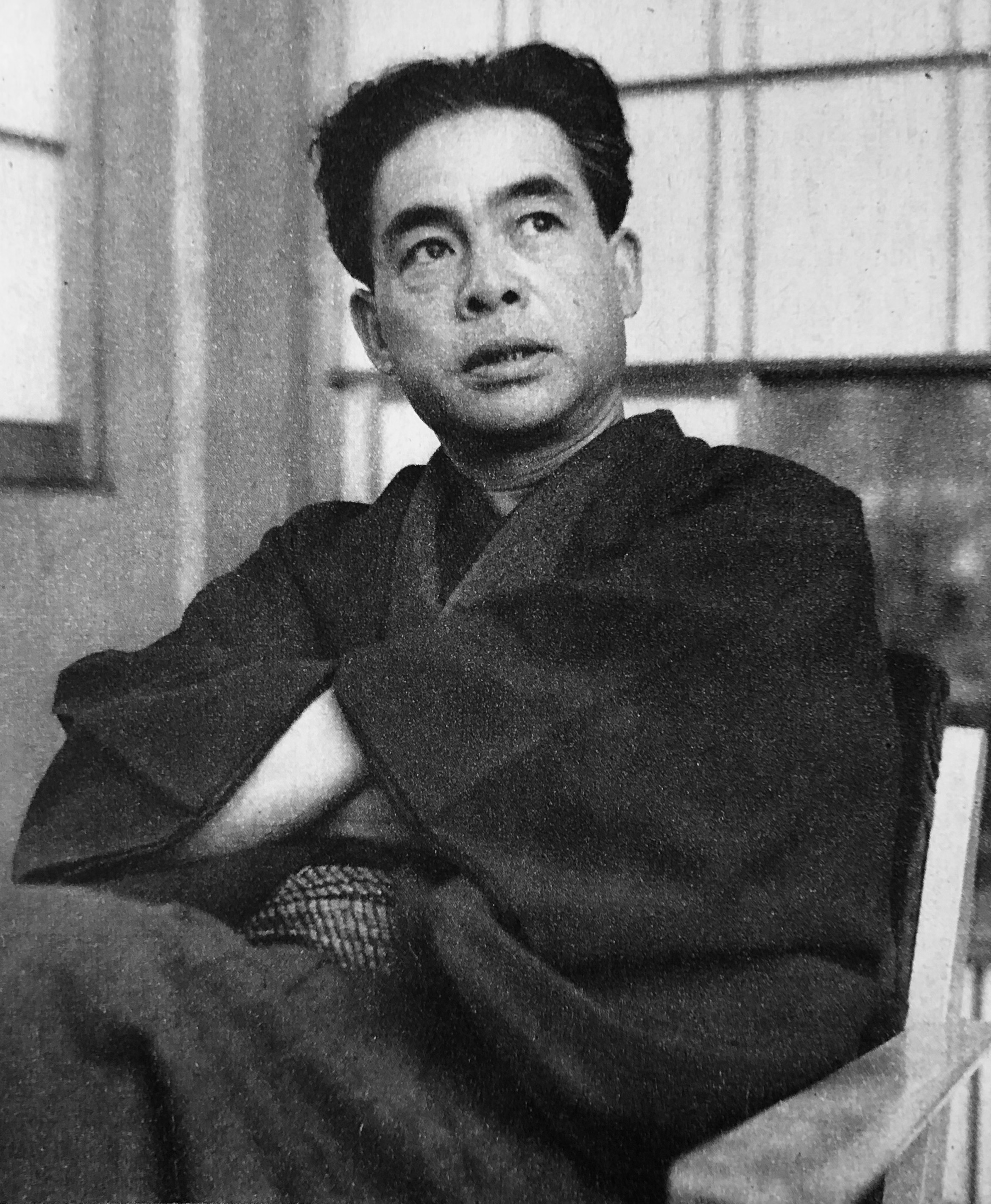
1955年

大久保 康雄（おおくぼ やすお、1905年5月1日 - 1987年1月12日）は、日本の英米文学翻訳家。日本における専門翻訳家の草分けで多くの翻訳者を育成した。茨城県生まれ。本名・保雄。日本ペンクラブ、日本文芸家協会、日本翻訳家協会、各会員。

## 人物

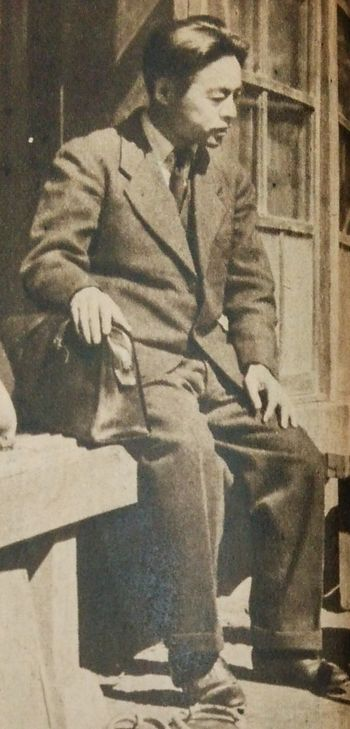
1949年

結城郡八千代町芦ケ谷舟戸の出身で、安静小学校から旧制水戸中学校（現在の茨城県立水戸第一高等学校）を経て慶應義塾大学英文科中退。
大宅壮一のジャーナリスト集団に属して翻訳を修業、1931年、最初の訳本を刊行。1938年『風と共に去りぬ』の完訳を、友人・竹内道之助の経営する三笠書房から刊行。
また1941年頃には翻訳活動と並行して、竹内・宮西豊逸・小出節子らと「霜月会」を結成、同人雑誌に小説を執筆していた。
戦後、絶版となっていた『風と共に去りぬ』を復刊してベストセラーとなり、ヘンリー・ミラーの主たる作品、ナボコフ『ロリータ』など、現代米文学を中心に多くの訳書がある。
推理小説の翻訳も多く手がけている。
大学で教鞭をとる傍ら翻訳にあたる多くの翻訳者とは一線を画し、生涯教職とは無縁で、職業翻訳家として次々に翻訳を発表。
日本の英米文学紹介者の中で独特の活躍を続け、以後様々な職業翻訳家が活動するようになった。
下訳者たちを駆使し約55年にわたり膨大な「大久保訳」を生み出しており、「大久保工房」と呼ばれた下訳者の中には、戦前からの付き合いの中村能三、田中西二郎の他、白木茂、高橋豊、加島祥造など、後に独立し名を成した翻訳家たちが多くいる。
永井淳も大久保から翻訳を学んだ。清水俊二、双葉十三郎など洋画関係者とも深い交流がある。
面倒見の良い人物で、友人・下訳者や編集者は大した用事はなくてもよく大久保のもとを訪れていたと伝えられる。

## 訳書
- 『共産結婚』（ポール・トレント、尖端社） 1931
- 『わが闘争』（アドルフ・ヒットラー、三笠書房） 1937：日本の悪口を書いてある部分は削除しての出版
- 『クラウゼヴィッツの戦争論』（ピルチヤー、三笠書房） 1938
- 『人間喜劇』（ロビンソン、三笠書房） 1938
- 『風と共に去りぬ』 全3巻（マーガレット・ミッチェル、三笠書房） 1938 - 1939
のち竹内道之助と共訳、最終版は大久保の単独訳。河出書房新社全3巻、新潮文庫全5巻
他に監修で『シナリオ 風と共に去りぬ』三笠文庫 1952
- 『暗黒の河』（ジェームズ・ノーマン・ホール、 チャールズ・ノードホフ(Charles Bernard Nordhoff)、三笠書房） 1939
- 『レベッカ』（ダフネ・デュ・モーリア、三笠書房） 1939、新潮文庫 改版1971
- 『綴方世界一周』（ペイシェンス・アビー(Patience Abbe)、中央公論社） 1939
- 『一歳仔（仔鹿物語）』（マージョリー・キーナン・ローリングス、三笠書房） 1939
- 『アントニイ・アドヴァース』（ハーヴェイ・アレン、三笠書房） 1939 - 1940
- 『雨季来る』（ルイス・ブロムフィールド、三笠書房） 1940
- 『すべて此世も天国も』（All This, and Heaven too、レイチェル・フィールド(Rachel Field)、三笠書房） 1940
- 『誰がために鐘は鳴る』（アーネスト・ヘミングウエイ、三笠書房） 1941、のち新潮文庫
- 『颱風』（チャールス・ノードホフ、ヂェームス・ノーマン・ホール、三笠書房） 1941、のち新版改題『ハリケーン』
- 『南の青春 - スマトラ開墾記』（セーケイ・ラースロウ(László Székely)、三笠書房） 1942
- 『東京ロマンス』（アーネスト・ホーブライト(Earnest Hoberecht)、コバルト社、コバルト叢書） 1946
- 『現代アメリカ人物伝』（アーネスト・ホーブライト、鱒書房） 1947
- 『運命の鋏』（アーネスト・ホーブライト、コバルト社） 1947
- 『結婚歓喜譚 - 結婚の十の歓び』（アフラ・ベーン、二見書房） 1948
- 『大いなる遺産』（チャールス・ディケンズ、断流社） 1948
- 『聖衣』（ロイド・カッセル・ダグラス(Loyd Cassel Douglas)、コスモポリタン社） 1948 - 1949
- 『悪童物語』（トマス・ベイリー・オールドッリッチ(Thomas Bailey Aldrich)、表現社） 1949
- 『天路歴程』（ジョン・バンヤン、風間書房） 1949
- 『ジェーン・エア』（シャーロット・ブロンテ、岡倉書房） 1949、のち新潮文庫
- 『若草物語』（ルイザ・メイ・オルコット、三笠書房） 1950
- 『続若草物語』（オルコット、三笠書房） 1950
- 『愛はすべての上に』（The Loving Spirit、デュ・モーリア、三笠書房） 1950
- 『愛すればこそ』（The King's General、デュ・モーリア、三笠書房） 1950
- 『パラサイト - 愛の秘密』（The Parasites、デュ・モーリア、三笠書房） 1950
- 『巷の娘』（Maggie:A Girl of the Streets、スティーヴン・クレーン、東西書房） 1950
- 『武器よさらば』（アーネスト・ヘミングウェイ、日比谷出版社） 1951、のち新潮文庫　1955、改版1978
- 『騎士の陥穽』（Knight's Gambit、ウィリアム・フォークナー、雄鶏社） 1951
- 『トム・ソーヤーの冒険』（マーク・トウェーン、三笠書房） 1951、のち新潮文庫
- 『怒りの葡萄』（ジョン・スタインベック、六興出版社） 1951、のち新潮文庫
- 『ガリラヤの漁夫』（上・下）（C・ダグラス、コスモポリタン社） 1951
- 『青春は再び来らず』（I'll Never Be Young Again、デュ・モーリア、評論社） 1951、のち三笠書房　1976
- 『ショウ・ボート - 長篇小説』（Show Boat、エドナ・ファーバー、三笠書房） 1952
- 『さびしさの泉』（上・下）（The Well of Loneliness、ラドクリフ・ホール(Radclyffe Hall)、新潮社） 1952
- 『河を渡つて木立の中へ』（Across yhe Piver and into the Trees、アーネスト・ヘミングウェイ、三笠書房） 1952
- 『レーチェル : 愛と死の記録』（My Cousin Rache、デュ・モーリア、三笠書房、デュ・モーリア作品集） 1952
- 『スカラムーシュ』（Scaramouche、ラファエル・サバチニ、三笠書房） 1953、のち創元推理文庫
- 『ヘミングウェイ短編集』全2巻 （アーネスト・ヘミングウェイ、新潮文庫） 1953
- 『O・ヘンリー短編集』全3巻（O・ヘンリー、新潮文庫） 1953
- 『北回帰線』（ヘンリー・ミラー、新潮社） 1953、のち新潮文庫、全集
- 『冷房装置の悪夢』（The Air-Conditioned Nightmare、ヘンリー・ミラー、新潮社） 1954
- 『梯子の下の微笑』（The Smile at the Foot of the Ladder、ヘンリー・ミラー、新潮社） 1954
- 『日はまた昇る』（アーネスト・ヘミングウェイ、三笠書房） 1954、のち新潮文庫 改版1990、2003
- 『スタインベック短編集』（スタインベック、新潮文庫） 1954
- 『野生の棕櫚』（ウィリアム・フォークナー、新潮文庫）1954
- 『大いなる流れの岸に』全4巻（The River Road、F・P・キーズ(F. P. Keyes)、早川書房） 1954
第1部「ルウシイ」
第2部「キャリイ」
第3部「ラリイ 1897春 - 1918春」
第4部「ルイーズ」
- 『極地の空』（ポール・ボウルズ、新潮社） 1955、のち改題『シェルタリング・スカイ』新潮文庫 1991
- 『大地』(上・下)（パール・バック 、河出書房、世界文学全集30・31） 1955
- 『トム・ソーヤーの探偵・探検』（マーク・トウエン、新潮文庫） 1955
- 『少女レベッカ』（Rebecca of Sunnybrook Farm、ケート・ウィギン、秋元書房） 1955、のち角川文庫
- 『わたしは明日泣こう』（I'll Cry Tomorrow、リリアン・ロス(Lilian Roth)、鱒書房、コバルト新書） 1956
- 『紳士貸します』（テッド・ペッカム(Ted Peckham)、鱒書房、コバルト新書） 1956
- 『ダヴ先生こんにちは』（Good morning miss Dove、F・G・パットン(F.G. Patton)、新潮社） 1956
- 『レベッカの青春』（New Chronicles of Rebecca、ケート・ウィギン、秋元書房） 1956、のち角川文庫
- 『花ひらくビリー』（Miss Billy、エレナ・ポーター、秋元書房、秋元書房ジュニアシリーズ5） 1956
- 『ビリーの決心』（Miss Billy's Decision、エレナ・ポーター、秋元書房） 1956
- 『楽譜の秘密』（カロリン・キーン(Carolyn Keene)、秋元書房） 1956
- 『不思議な手紙』（カロリン・キーン、秋元書房） 1956
- 『あの日あのとき』（D-Day the Sixth of June、ライオネル・シャピロ(Lionel Shapiro)、潮書房） 1956
- 『Xの悲劇』（エラリー・クイーン、新潮文庫） 1956
- 『Yの悲劇』（エラリー・クイーン、新潮文庫） 1956
- 『クロイドン発12時30分』（フリーマン・クロフツ、東京創元社、創元推理文庫） 1956
- 『アクロイド殺人事件』（アガサ・クリスティ、東京創元社、創元推理文庫） 1956
- 『小雀物語』（クレア・キップス(Clare Kipps)、新潮社） 1956
- 『消えた玩具屋』（The Moving Toyshop、エドマンド・クリスピン、早川書房、ハヤカワ文庫） 1956
- 『十七才のデイト』（デュ・ジャーディン(Rosamond Neal Du Jardin)、秋元書房） 1957
- 『殺人鬼登場』（Enter a Murderer、ナイオ・マーシュ、六興出版部、名作推理小説選101） 1957、のち新潮文庫
- 『ガラスの鍵』（The Glass Key、ダシール・ハメット、東京創元社、創元推理文庫） 1957
- 『クラス・リング』（デュ・ジャーディン、秋元書房） 1957
- 『二人の妻をもつ男』（The Man with Two Wives、パトリック・クェンティン、東京創元社、創元推理文庫） 1957
- 『ボーイフレンド』（デュ・ジャーディン、秋元書房） 1957
- 『伯母殺人事件』（リチャード・ハル、東京創元社） 1957、創元推理文庫 1960
- 『シャーロック・ホームズの事件簿』（アーサー・コナン・ドイル、早川書房） 1958、のちハヤカワ文庫
- 『アメリカの悲劇』（An American Tragedy　セオドア・ドライザー、河出書房：世界文学全集 第三期） 1958、新潮文庫 1960、新版 1978
- 『愛情の花咲く樹』（ロス・ロックリッジ(Ross Lockridge Jr.)、潮書房） 1958
- 『としごろ』（デュ・ジャーデン、秋元書房） 1958
- 『全訳 夕映え』（ヴィオラ・ロウ、秋元書房、秋元書房ジュニアシリーズ 57） 1958
- 『レディ・キラー　Lady Killer』（エリザベス・ホールディング(Elisabeth Sanxay Holding)、東京創元社、世界推理小説全集） 1958
- 『マージョリーの短き青春』（Marjorie Morningstar、ハーマン・ウォーク、新潮社） 1958
- 『赤毛の男の妻』（ビル・S・バリンジャー、東京創元社、クライム・クラブ） 1958、のち創元推理文庫
- 『ロリータ』（ウラジーミル・ナボコフ、河出書房新社） 1959、新版1977ほか。新潮文庫 1980
- 『女子高校生』（ビヴァリイ・クリアリイ、秋元書房） 1961
- 『卒業舞踏会』（デュ・ジャーディン、秋元書房） 1960
- 『双児の同級生』（デュ・ジャーディン、秋元書房） 1961
- 『姉と妹』（デュ・ジャーディン、秋元書房） 1961
- 『わが子は殺人者』（My Son, The Murderer、パトリック・クェンティン、東京創元社、創元推理文庫） 1961
- 『トレント最後の事件』（ベントリー、中央公論社） 1962
- 『コナン・ドイル』（ジョン・ディクスン・カー、早川書房） 1962
- 『ウェスト・サイド物語』（アーヴィング・シュルマン、河出書房新社） 1962
- 『樽』（フリーマン・ウイルス・クロフツ、中央公論社） 1962、のち創元推理文庫
- 『ニイタカヤマノボレ - 12月8日の真珠湾』（Day of Infamy、ウォルター・ロード(Walter Lord)、早川書房、ハヤカワ・ライブラリ） 1962
のち『真珠湾攻撃』（筑摩書房、ノンフィクション全集） 1972
- 『赤いルビーの歌』（アグナー・ミクル(Agner Mykle)、六興出版社） 1962
- 『月への投げ縄』（アグナー・ミクレ、六興出版社） 1963
- 『シャーロック・ホームズの復活』（コナン・ドイル、早川書房、世界ミステリシリーズ） 1963
- 『歌う白骨』（オースティン・フリーマン、中央公論社） 1963
- 『ジェシカの日記』（ジェシカ・レイノルズ、角川書店） 1964
- 『南回帰線』（ヘンリー・ミラー、全集2：新潮社） 1965、のち河出書房新社、新潮文庫
- 『埋もれた青春』（Jamaica Inn、デュ・モーリア、作品集：三笠書房） 1966
- 『燃える海』（Frenchman's Creek、デュ・モーリア、作品集：三笠書房） 1966
- 『美しき虚像』（The Scapegoat、デュ・モーリア、作品集：三笠書房） 1966
- 『カントリー・ガール』（The Country Girls、エドナ・オブライエン、集英社） 1966、のち集英社文庫 1977
- 『薔薇色の十字架 第1部 セクサス』（Sexus、ヘンリー・ミラー、全集3：新潮社） 1966
- 『薔薇色の十字架 第2部 プレクサス』 （Plexus、ヘンリー・ミラー、全集4：新潮社） 1967
- 『薔薇色の十字架 第3部 ネクサス』（Nexus、ヘンリー・ミラー、全集5：新潮社） 1967
- 『愛と死の紋章』（The Flight of the Falcon、デュ・モーリア、作品集：三笠書房） 1967
- 『マーガレット・ミッチェル物語』（フィニス・ファー(Finis Farr)、河出書房） 1967
- 『アンクル・トムの小屋』（ストウ夫人、小学館） 1968
- 『ジャングル・ブック』（キップリング、河出書房、少年少女世界の文学） 1968
- 『愛の歓び 恋する娘たち　第3』（エドナ・オブライエン、集英社、ワールド・ベストセラーズ） 1968、のち集英社文庫
- 『われらの時代に』（アーネスト・ヘミングウェイ、新潮社、新潮世界文学） 1969
- 『クラスメート』（ジャーディン、秋元書房） 1970
- 『梯子の下の微笑 ほか』（ヘンリー・ミラー、全集6：新潮社） 1971
- 『追跡者』（The Follower、パトリック・クェンティン、東京創元社、創元推理文庫） 1971
- 『殺意』（フランシス・アイルズ 東京創元社、創元推理文庫） 1971
- 『赤毛の男の妻』（The Wife of the Red-Haired Man、B・S・バリンジャー(Bill Sanborn Ballinger)、東京創元社、創元推理文庫） 1972
- 『ソロモン王の洞窟』（King Solomon's Mines、ヘンリー・ライダー・ハガード、東京創元社、創元推理文庫） 1972
- 『洞窟の女王』（She: A History of Adventure、H・R・ハガード、東京創元社、創元推理文庫） 1974
- 『二人の女王』（Allan Quatermain、H・R・ハガード、東京創元社、創元推理文庫） 1975
- 『あの空に太陽が』（A Long Way Up: The Story of Jill Kinmont、E・G・ヴァレンス(E. G. Valens)、二見書房） 1975
- 『女王の復活』（Ayesha The Return of She、H・R・ハガード、東京創元社、創元推理文庫） 1977
- 『ソーンダイク博士の事件簿』（フリーマン、東京創元社、創元推理文庫） 1977
- 『歯と爪』（The Tooth and the Nail、ビル・S・バリンジャー、東京創元社、創元推理文庫） 1977
- 『地球から来た傭兵たち』（Janissaries、ジェリー・パーネル、東京創元社） 1980
- 『シャーロック・ホームズの冒険』（コナン・ドイル、ハヤカワ文庫） 1981
- 『シャーロック・ホームズの回想』（コナン・ドイル、ハヤカワ文庫） 1981
- 『シャーロック・ホームズ最後の挨拶』（コナン・ドイル、ハヤカワ文庫） 1981
- 『緋色の研究』（コナン・ドイル、ハヤカワ文庫） 1983
- 『四つの署名』（コナン・ドイル、ハヤカワ文庫） 1983
- 『バスカヴィル家の犬』（コナン・ドイル、ハヤカワ文庫） 1984
- 『恐怖の谷』（コナン・ドイル、ハヤカワ文庫） 1985
- 『「風と共に去りぬ」の故郷アトランタに抱かれて マーガレット・ミッチェルの手紙』（リチャード・ハーウェル編、三笠書房） 1983
- 『タラへの道 : マーガレット・ミッチェルの生涯』（アン・エドワーズ(Anne Edwards)、文藝春秋） 1986、文春文庫 1992

## 著書
- 『偉人を語る』（編著、三笠書房） 1936
- 『アメリカ文学史』（三笠書房） 1941
- 『孤独の海（創作集）』（仏蘭西書院） 1948
- 『自由は銀河のごとく - ピユリッツアの一生』（翰林書院） 1949
- 『ヘンリー・ミラー 現代作家論』（編著、早川書房） 1980